# اچ‌ام‌اس اچ۳
اچ‌ام‌اس اچ۳ (به انگلیسی: HMS H3) یک زیردریایی بود که طول آن ۱۵۰ فوت ۳ اینچ (۴۵٫۸۰ متر) بود. این زیردریایی در سال ۱۹۱۵ ساخته شد.